# 瓦根多夫鎮區 (北達科他州赫廷傑縣)
瓦根多夫鎮區（英語：Wagendorf Township）是位於美國北達科他州赫廷傑縣的一個鎮區。

## 地方資料
瓦根多夫鎮區的面積為93.17平方千米，當中陸地面積為93.14平方千米，而水域面積為0.02平方千米。根據2020年美國人口普查的數據，當地共有人口18人，而人口密度為每平方千米0.19人。